# Kolkan
Kolkan, finska: Kolkka, är en ö nära Själö i Nagu,  Finland. Den ligger i Skärgårdshavet i Pargas stad i den ekonomiska regionen  Åboland i landskapet Egentliga Finland, i den sydvästra delen av landet. Ön ligger just söder om Själö, 5 kilometer nordost om Nagu kyrka, 29 kilometer sydväst om Åbo och omkring 160 kilometer väster om Helsingfors. Närmaste allmänna förbindelse är förbindelsebryggan vid Själö som trafikeras av M/S Falkö och M/S Östern.
Öns area är 2,3 hektar och dess största längd är 280 meter i öst-västlig riktning.